# Lagoa de Berre
A lagoa de Berre, também chamada mar de Berre (em francês:  Étang de Berre; em provençal mar de Bèrra ou Estanh de Bèrra) é uma lagoa litoral de água salgada com 155 km² de área e ligada ao golfo de Lião, no mar Mediterrâneo. Fica no sul de França, entre a foz do rio Ródano e a cidade de Marselha. A palavra francesa «étang» define perfeitamente este tipo de lagoa costeira, sendo similar à portuguesa "albufeira", já que se trata, geomorfologicamente, de um acidente geográfico litoral do tipo lagunar.
Os rios Arc, Touloubre, Cadiere e, desde 1966, o rio Durance, alimentam a lagoa com água doce. Dois canais ligam-na ao Mediterrâneo: o canal de Caronte, o maior, no sudoeste da lagoa e desaguando junto à localidade de Port-de-Bouc; e o canal de Rove, na parte sudeste, que liga Marignane a L'Estaque, na parte ocidental de Marselha.

## História

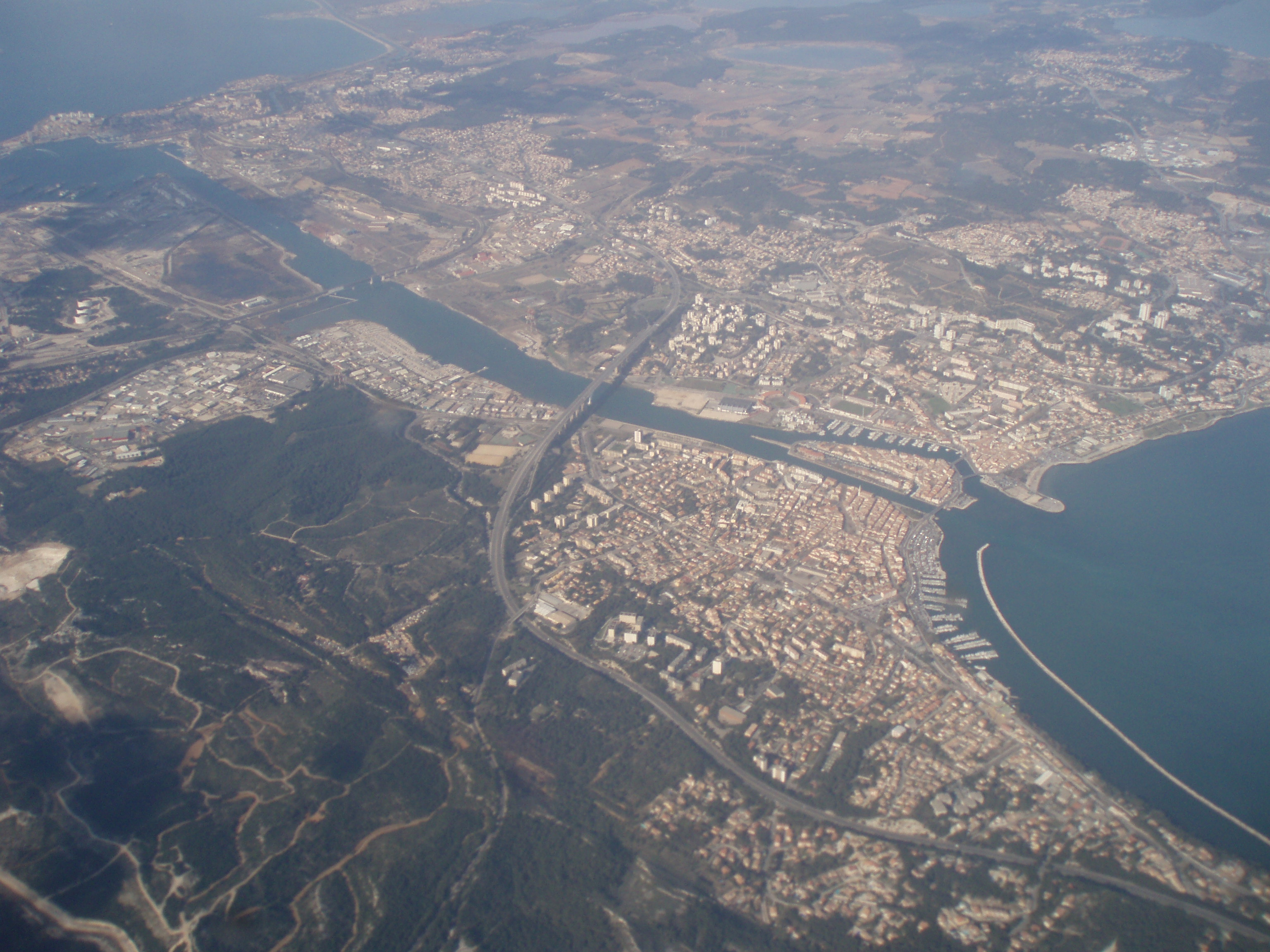
Canal de Caronte hoje em dia. Martigues está na parte direita da imagem, e Port-de-Bouc à esquerda.

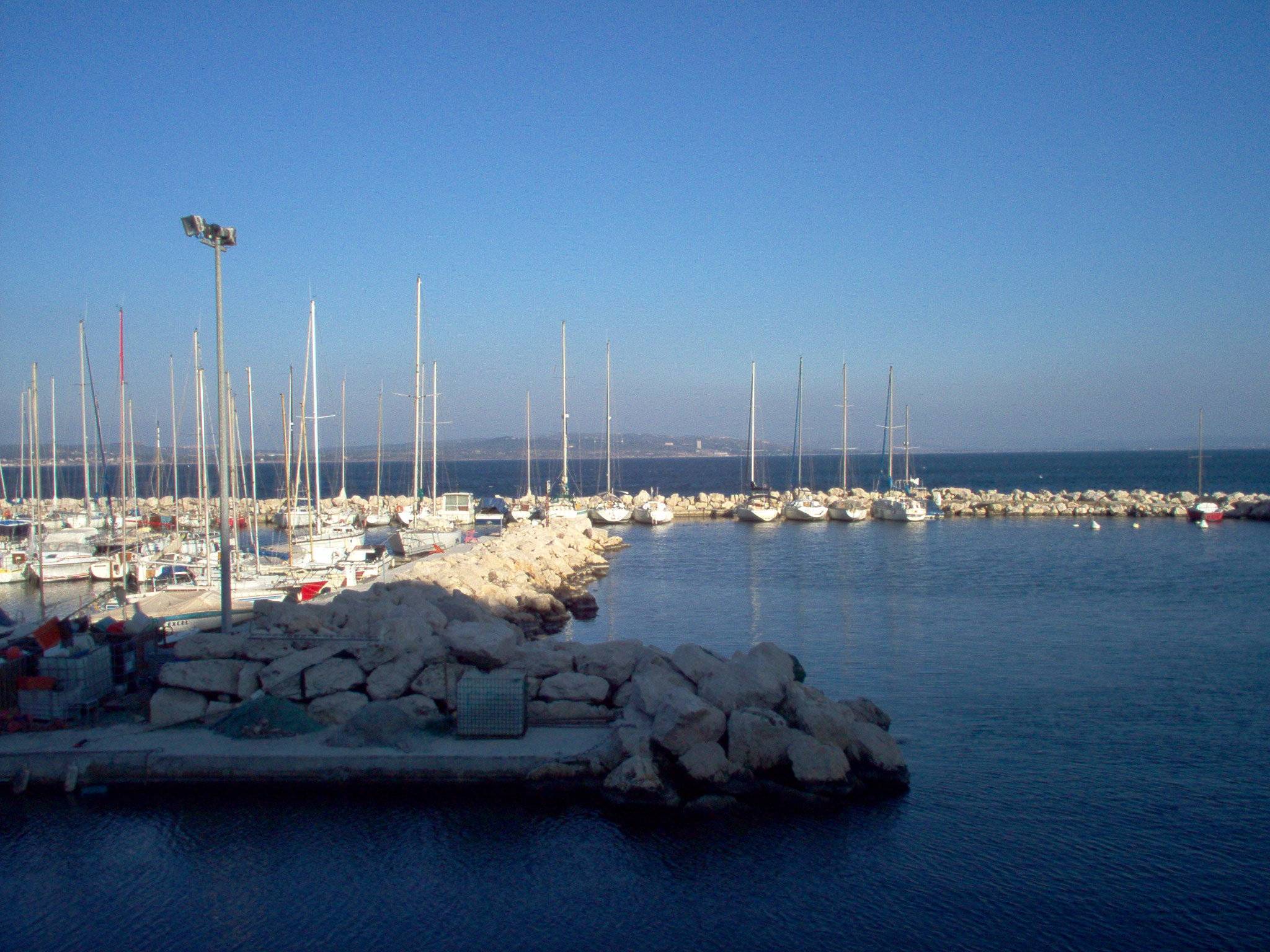
O porto de Istres, na lagoa de Berre

A lagoa foi formada pela subida das águas do mar no final da última glaciação. A zona de Caronte foi convertida em vale fluvial, que comunicava com o mar quando este tinha um nível inferior em cem metros ao atual. Desde há cerca de 7000 anos, a passagem foi sendo preenchida com várias aluviões, convertendo-se numa zona húmida.